# Neděliště
Neděliště (en allemand : Nedielischt) est une commune du district de Hradec Králové, dans la région de Hradec Králové, en République tchèque. Sa population s'élevait à 376 habitants en 2022.

## Géographie
Neděliště se trouve à 8 km au nord-nord-ouest du centre de Hradec Králové et à 99 km à l'est-nord-est de Prague.
La commune est limitée par Máslojedy au nord, par Sendražice et Lochenice à l'est, par Předměřice nad Labem et Světí au sud, et par Všestary à l'ouest.

## Histoire
La première mention écrite de la localité date de 1073.

## Galerie

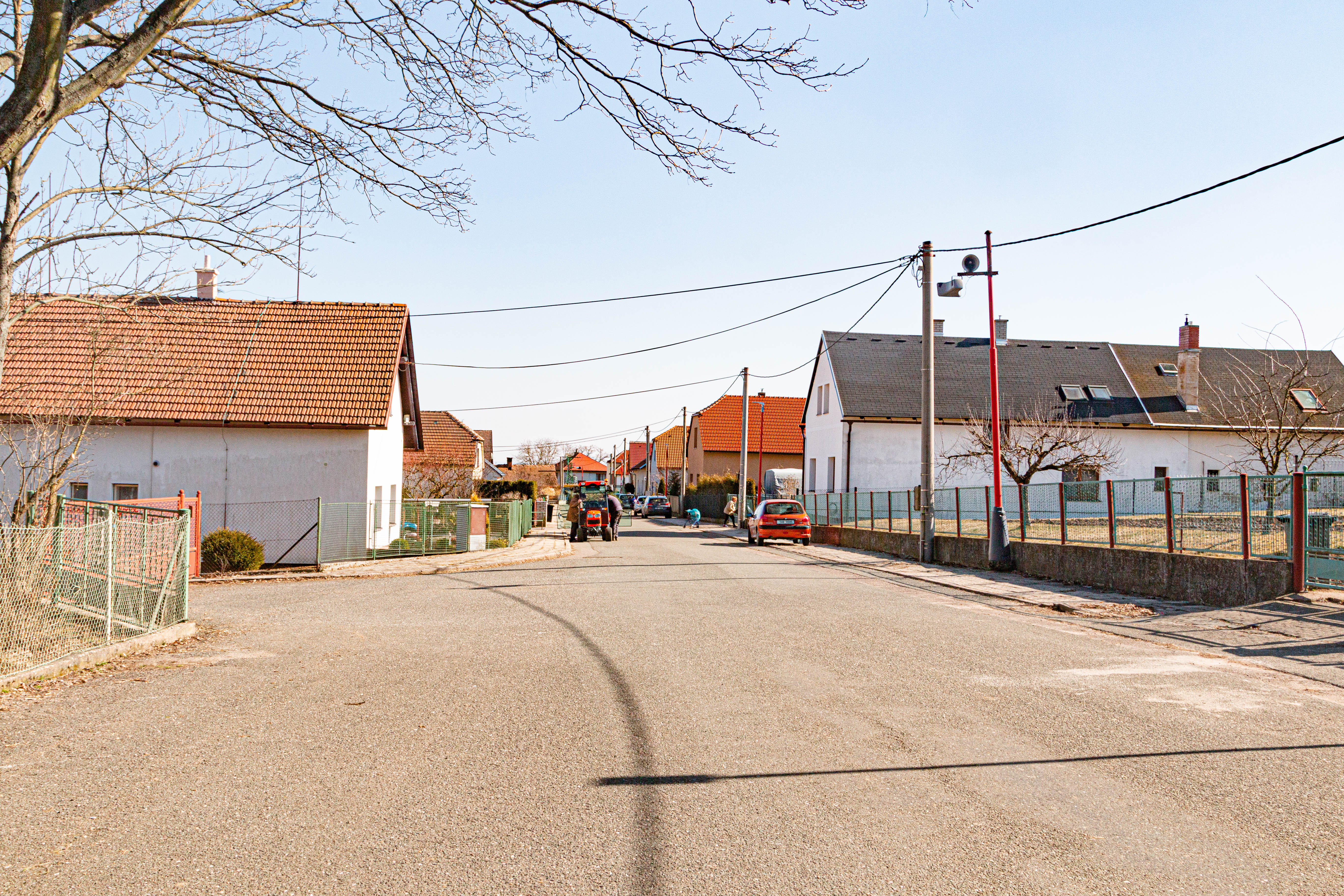
Rue de Neděliště.
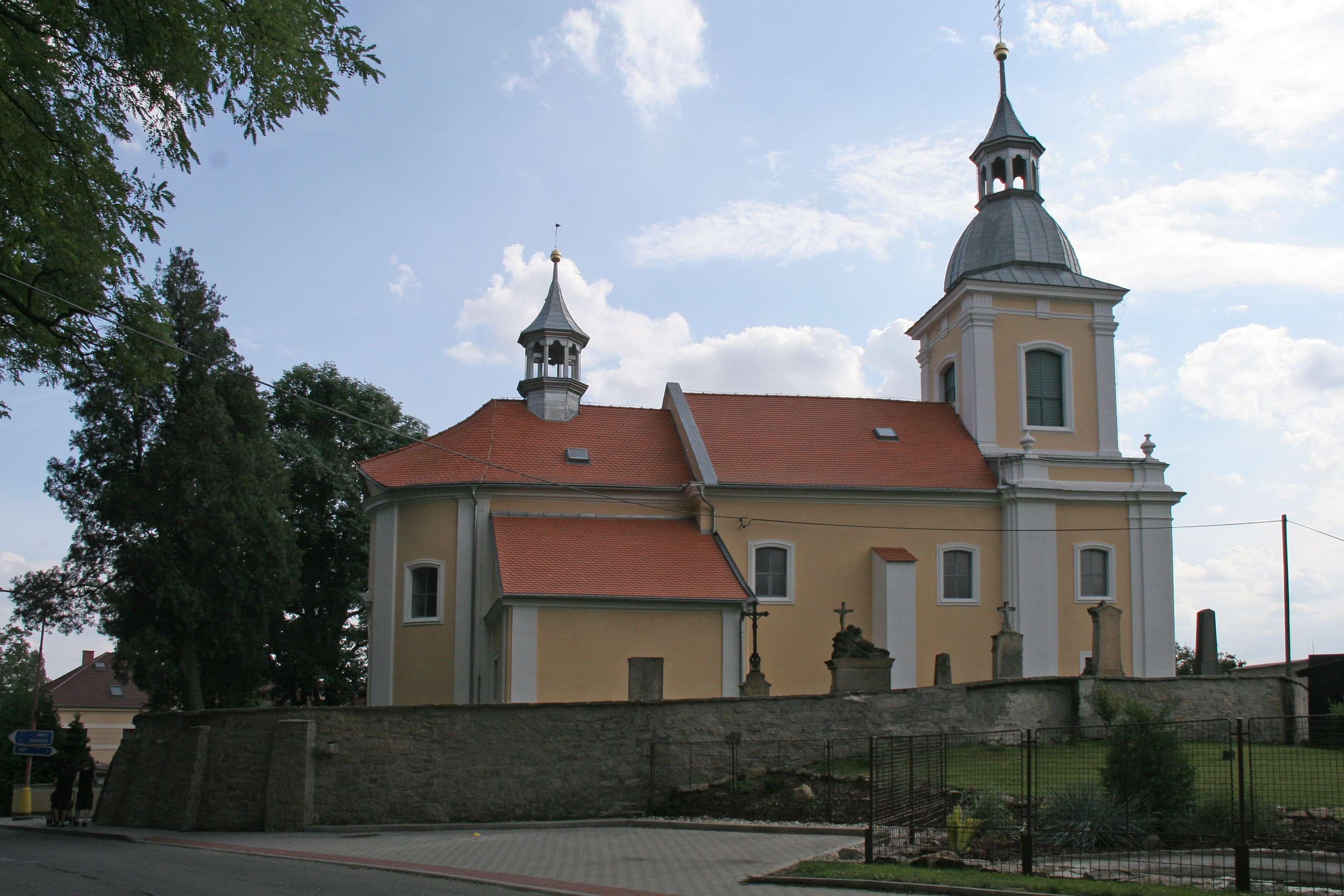
Église de la Vierge Marie.

## Transports
Par la route, Neděliště se trouve à 9 km de Smiřice, à 11 km de Hradec Králové et à 120 km de Prague. 